# Amblyseius incognitus
Amblyseius incognitus är en spindeldjursart som beskrevs av Schuster 1966. Amblyseius incognitus ingår i släktet Amblyseius och familjen Phytoseiidae. Inga underarter finns listade i Catalogue of Life.